# Madame Miniver
Pour plus de détails, voir Fiche technique et Distribution.

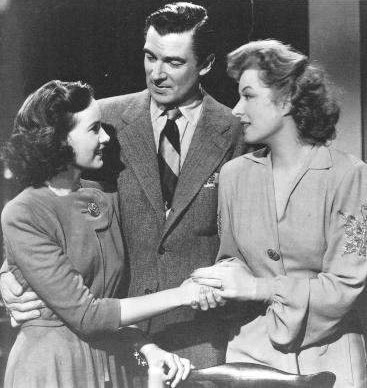
Teresa Wright, Walter Pidgeon et Greer Garson.

Madame Miniver (Mrs. Miniver) est un film américain réalisé par William Wyler, sorti en 1942. C'est une adaptation du roman bestseller Mme Miniver de Jan Struther (en) qui parut d'abord en feuilleton dans le journal londonien Times pendant les années 1938 et 1939.
En 2009, le film est rentré dans le National Film Registry pour conservation à la Bibliothèque du Congrès  aux États-Unis.

## Synopsis
En 1939 à Belham, près de Londres, vit la famille Miniver : Kay, Clem son mari et leurs trois enfants Vin, Toby et Judy. La guerre vient bouleverser le calme paisible de leur quotidien. Vin s’engage dans la Royal Air Force et se fiance avec Carol Beldon. M. Miniver, faisant partie de la défense passive, est appelé pour évacuer les soldats anglais bloqués à Dunkerque. Pendant son absence, Kay découvre un aviateur allemand blessé et affamé qui la menace. Après l’avoir désarmé, elle le livre aux autorités. Les bombardements allemands s’intensifient mais la vie continue malgré tout, leur vie s’écoulant le plus souvent dans des abris de fortune. Vin se marie avec Carol.
Au beau milieu de la traditionnelle fête florale de Belham, survient un raid aérien allemand. En rentrant, la voiture de Mme Miniver est mitraillée, blessant à mort Carol. Dans l'église sinistrée, le pasteur fait un sermon qui exalte les morts et exhorte les vivants à continuer la lutte pour la liberté avec courage et détermination.

## Fiche technique
- Titre : Madame Miniver
- Titre original : Mrs. Miniver
- Réalisation : William Wyler
- Scénario : Arthur Wimperis, George Froeschel, James Hilton, Claudine West, d'après le roman de Jan Struther
- Photographie : Joseph Ruttenberg
- Montage : Harold F. Kress
- Musique : Herbert Stothart
- Décors : Cedric Gibbons
- Costumes : Robert Kalloch et Gile Steele
- Production : Sidney Franklin pour la MGM
- Société de distribution : MGM
- Pays d'origine :  États-Unis
- Format : Noir et blanc ratio : 1.37:1 - Son : Mono Westrex-Electric
- Genre : Drame
- Langue : Anglais
- Durée : 134 minutes
- Dates de sortie :
  - États-Unis : 4 juin 1942 (première mondiale à New York), 22 juillet 1942 (première à Los Angeles)
  - Royaume-Uni : 10 juillet 1942 (première à Londres)
  - France : 15 novembre 1946 (Paris)
- Affiche : Duccio Marvasi (France)

## Distribution
- Greer Garson (VF : Hélène Tossy) : Kay Miniver
- Walter Pidgeon (VF : Pierre Morin) : Clem Miniver
- Teresa Wright : Carol Beldon
- Dame May Whitty (VF : Germaine Kerjean) : Lady Beldon
- Reginald Owen : Foley
- Henry Travers (VF : Paul Ville) : Mr. Ballard
- Richard Ney : Vin Miniver
- Henry Wilcoxon : le pasteur
- Christopher Severn : Toby Miniver
- Brenda Forbes : Gladys, la femme de chambre
- Clare Sandars : Judy Miniver
- Marie De Becker : Ada
- Helmut Dantine : l'aviateur allemand
- John Abbott : Fred
- Connie Leon : Simpson
- Rhys Williams : Horace

Et, parmi les acteurs non crédités :
- Harry Allen : William
- Charles Bennett : le laitier
- Leonard Carey : Chandler, le majordome de Lady Beldon
- Alec Craig : Joe
- Vernon Steele (VF : Jacques-Henri Duval) : un membre du club Gee
- Ian Wolfe : le dentiste

## Autour du film

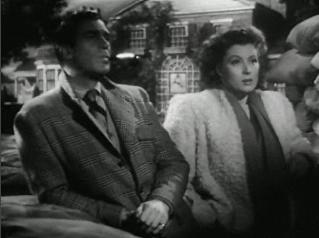
Walter Pidgeon et Greer Garson

- Madame Miniver est une chronique des années de la Seconde Guerre mondiale au Royaume-Uni, vue par Hollywood. Il constitue un vibrant hommage aux solides qualités britanniques. Aux côtés de Walter Pidgeon, incarnation de la distinction et du flegme britanniques, Greer Garson est une mère de famille supportant crânement le blitz et les bombardements, tremblant pour son fils engagé dans la RAF ; On y montrait aussi comment la solidarité et l’effort collectif de toute la nation avaient permis l’évacuation de l’armée à Dunkerque (voir Bataille de Dunkerque).
- La première de Madame Miniver a lieu le 4 juin 1942 au Radio City Music Hall de New York. Au bout de 10 semaines, et après des torrents de larmes, un million et demi de spectateurs ont vu le film, qui rapporte six millions de dollars pour la seule Amérique du Nord.
- Roosevelt confiera à Wyler que Madame Miniver a eu une influence décisive sur sa politique d’aide intensive à la Grande-Bretagne et non seulement il demanda qu’on avance sa sortie, mais il fit imprimer des tracts avec le discours du pasteur de Madame Miniver, qu’on parachuta sur toute l’Europe occupée.
- Churchill, pour sa part, déclara : « Sa propagande vaut bien plusieurs cuirassés. »
- Découverte par Louis B. Mayer, cinq ans auparavant lors d’un voyage à Londres, Greer Garson fut pendant 4 ans (1942-1945) parmi les 10 premiers du box-office des acteurs.
- Le rôle de Mme Miniver fut d’abord proposé à Norma Shearer, mais la veuve du producteur Irving Thalberg se trouvait trop jeune, à 39 ans, pour interpréter la mère d’un garçon adulte.
- En 1950 apparaît une suite : L'Histoire des Miniver (The Miniver Story) de H.C. Potter, toujours avec Garson et Pidgeon, qui sera un échec. Les aventures des Miniver placés hors du contexte de la guerre perdaient leur charme.
- Actuellement pour visionner ce film, il existe une édition DVD en langue française avec pour titre «La Signora Miniver».

## Critique
- « On a du mal à croire qu’il soit possible dans l’état de tension généré par la crise actuelle de réaliser un film qui cristallise clairement, mais sans appeler à la vengeance, les effets cruels d’une guerre totale sur un peuple civilisé. C’est pourtant ce que la Metro a magnifiquement réussi avec Madame Miniver. » The New York Times[1]

## Récompenses
Madame Miniver a valu le premier de ses trois Oscars à William Wyler qui sera nommé dix fois en tant que réalisateur et trois fois comme producteur.

## Distinctions

### Nominations
- Oscar 1943 :
  - Meilleur acteur : Walter Pidgeon
  - Meilleur second rôle masculin : Henry Travers
  - Meilleur second rôle féminin : Dame May Whitty
  - Meilleur montage : Harold F. Kress
  - Meilleur mixage de son : Douglas Shearer
  - Meilleurs effets spéciaux :
    - Visuels : A. Arnold Gillespie et Warren Newcombe
    - Sonores : Douglas Shearer

### Récompenses
- Oscar 1943 :
  - Meilleur film
  - Meilleur réalisateur : William Wyler
  - Meilleure actrice : Greer Garson
  - Meilleure actrice dans un second rôle : Teresa Wright
  - Meilleure photographie (noir & blanc) : Joseph Ruttenberg
  - Meilleur scénario adapté : Arthur Wimperis, George Froeschel, James Hilton et Claudine West
  - Oscar spécial de la meilleure production : prix Thalberg attribué à MGM et Sidney Franklin